# Luísa Queirós
Luísa Queirós (* vor 1975 in Lissabon) ist eine portugiesische Malerin.
Sie lebt seit 1975 gemeinsam mit ihrem Mann Manuel Figueira, den sie an der Escola Superior de Belas Artes in Lissabon kennenlernte, in Kap Verde. Gemeinsam mit anderen Studenten aus Afrika engagierten sie sich im politischen Widerstand gegen die portugiesische Diktatur und den Kolonialismus.
Sechs Monate vor der kapverdischen Unabhängigkeit im Jahre 1975 übersiedelte sie mit ihrem Mann Manuel Figueira nach Mindelo. In den folgenden Jahren waren sie maßgeblich an der Wiederbelebung des Kunsthandwerkes von Kap Verde beteiligt.
Bereits in Portugal und dann auch in Mindelo war sie, neben ihrem künstlerischen Schaffen, jahrzehntelang als Lehrerin für Zeichnen, Malerei, Batik und Weberei tätig. Darüber hinaus schrieb sie illustrierte Kinderbücher, für die sie mit einem UNESCO-Preis geehrt wurde. Außerdem erhielt sie für ihr Buch Saaraci, o ultimo Gafanhoto do deserto (Saaraci, die letzte Heuschrecke der Wüste) 1998 in Lissabon den Kinderliteraturpreis der Gulbenkian-Stiftung.
Luísa Queirós hat seit 1989 in zahlreichen Gemeinschafts- und Einzelausstellungen ihre Werke in Kap Verde, Brüssel, Lissabon, Sevilla, Paris, Boston und Washington präsentiert.